# El Salvador i olympiska sommarspelen 1988
El Salvador deltog i de olympiska sommarspelen 1988 med en trupp bestående av fem deltagare, men ingen av landets deltagare erövrade någon medalj.

## Boxning
Lätt flugvikt
- Henry Martínez
  1. Första omgången – Besegrade Yacine Cheikh (Algeriet), på poäng (5:0)
  2. Andra omgången – Besegrade Ochirin Demberel (Mongoliet), walk-over
  3. Tredje omgången – Förlorade mot Ivailo Marinov (Bulgarien), på poäng (0:5)

- Francisco Avelar

## Brottning
- Gustavo Manzur

## Friidrott
Herrarnas tiokamp
- Santiago Mellado — 7517 poäng (→ 26:e plats)
  1. 100 meter — 11,33s
  2. Längd — 6,83m
  3. Kula — 11,63m
  4. Höjd — 2,06m
  5. 400 meter — 48,37s
  6. 110m häck — 15,39s
  7. Disckus — 37,52m
  8. Stav — 4,60m
  9. Spjut — 55,42m
  10. 1 500 meter — 4:30,07s

Damernas maraton
- Kriscia Lorena García
  - Final — 3"06,05 (→ 58:e plats)